# Nouvelles au fil du temps
Nouvelles au fil du temps est un ensemble de quatre recueils de nouvelles de science-fiction de Robert Silverberg.
Il vise la publication des 124 meilleures nouvelles publiées par Silverberg entre 1953 et 1997, sur les 600 environ que l’auteur a écrites dans sa vie. 

## Liste des recueils formant ce cycle
- Le Chemin de la nuit (41 nouvelles de 1953 à 1970)
- Les Jeux du Capricorne (30 nouvelles de 1970 à 1981)
- Voile vers Byzance (30 nouvelles de 1981 à 1988)
- Mon nom est Titan (23 nouvelles de 1988 à 1997)